# Испания на летних Олимпийских играх 1984
Испания принимала участие в летних Олимпийских играх 1984 года в Лос-Анджелесе (США) в пятнадцатый раз за свою историю и завоевала две серебряные, одну золотую и две бронзовые медали. Сборная страны состояла из 179 человек (163 мужчины, 16 женщин).

## Медалисты
| Медаль  | Спортсмен                                           | Вид спорта                  | Дисциплина                             |
| ------- | --------------------------------------------------- | --------------------------- | -------------------------------------- |
| Золото  | Луис Доресте Бланко Роберто Молина Карраско         | Парусный спорт              | Класс «470»                            |
| Серебро | Фернандо Климент Уэрта Луис Мария Ласуртеги Берриди | Академическая гребля        | Мужчины, двойки распашные без рулевого |
| Серебро | Команда                                             | Баскетбол                   | Мужчины                                |
| Бронза  | Энрике Мигес Гомес Нарсисо Суарес Амадор            | Гребля на байдарках и каноэ | Мужчины, каноэ-двойки, 500 м           |
| Бронза  | Хосе Мануэль Абаскаль                               | Лёгкая атлетика             | Мужчины, 1500 м                        |

## Результаты соревнований

### Академическая гребля
В следующий раунд из каждого заезда проходили несколько лучших экипажей (в зависимости от дисциплины). В финал A выходили 6 сильнейших экипажей, ещё 6 экипажей, выбывших в полуфинале, распределяли места в малом финале B
Мужчины
| Соревнование | Спортсмены                      | Предварительный заезд | Предварительный заезд | Предварительный заезд | Отборочный заезд | Отборочный заезд | Отборочный заезд | Полуфинал | Полуфинал | Полуфинал | Финал   | Финал   | Итоговое место |
| Соревнование | Спортсмены                      | Заезд                 | Время                 | Место                 | Заезд            | Время            | Место            | Заезд     | Время     | Место     | Время   | Место   | Итоговое место |
| ------------ | ------------------------------- | --------------------- | --------------------- | --------------------- | ---------------- | ---------------- | ---------------- | --------- | --------- | --------- | ------- | ------- | -------------- |
| одиночки     | Хосе Оярсабаль                  | 1                     | 7:39,16               | 4                     | 3                | 7:33,68          | 3 Q              | 1         | 7:32,72   | 4         | Финал B | Финал B | 11             |
| одиночки     | Хосе Оярсабаль                  | 1                     | 7:39,16               | 4                     | 3                | 7:33,68          | 3 Q              | 1         | 7:32,72   | 4         | 7:36,78 | 5       | 11             |
| двойки       | Фернандо Климент Луис Ласуртеги | 1                     | 6:54,34               | 2 Q                   | не участвовали   | не участвовали   | не участвовали   | 2         | 6:53,58   | 2 QA      | Финал A | Финал A | 2              |
| двойки       | Фернандо Климент Луис Ласуртеги | 1                     | 6:54,34               | 2 Q                   | не участвовали   | не участвовали   | не участвовали   | 2         | 6:53,58   | 2 QA      | 6:48,87 | 2       | 2              |